# 미야자와 내각 (개조)
미야자와 개조내각(일본어: 宮澤改造内閣)은  미야자와 기이치가 제78대 내각총리대신으로 임명되어, 1992년 12월 12일부터 1993년 8월 9일까지 존재한 일본의 내각이다.
미야자와 내각의 개조내각이다. 창당 이래 55년 체제하에서 38년간 집권 여당의 자리를 유지해 온 자유민주당은 이 내각의 퇴진에 의해서 처음으로 하야했다.

## 개요
가이후 도시키 내각은 1988년에 일어났던 리크루트 사건 이후 정치 불신을 배경으로 한 선거 제도 개혁(중선거구제 폐지)과 정치자금규정법의 개정을 필두로 하는 정치 개혁의 실현을 공약으로 내걸고 1990년 2월 18일에 치른 제39회 중의원 의원 총선거에 승리하여 내각 지지율도 높은 수준에 있었다. 하지만 가이후 내각이 제출한 정치 개혁 법안은 자유민주당내 반대파의 강력한 반대로 심의 미완료·안건이 폐기되면서 내각 자체도 퇴진에 몰렸다. 1991년 11월 5일에 발족한 미야자와 내각은 정치 개혁의 실현을 계속하겠다는 최우선 과제로 내세웠으나 여당과 야당 모두 현행 제도의 유지를 원하고 있는 의원이 다수였기에 개혁 실현을 향한 움직임은 저조했다.
그러던 중 1992년 8월에 자유민주당 부총재 가네마루 신이 5억 엔의 불법 정치 자금이 발각(도쿄 사가와큐빈 사건)된 것을 인정하고 부총재직에서 사임, 벌금 20만 엔의 약식 기소를 받았다. 가네마루는 여론의 반발에 의해 10월 14일에 의원직 사퇴까지 하게 됐다. 가네마루의 사퇴에 의해서 자유민주당 최대 파벌인 다케시타파(게이세이카이)의 후계자를 놓고 논란이 일었고 10월 28일에 가지야마 세이로쿠, 하시모토 류타로 등이 지지하는 오부치 게이조가 신임 회장으로 취임했다(오부치파). 한편 오자와 이치로나 젊은 개혁파 의원들은 ‘미스터 정치 개혁’이라고 불리던 하타 쓰토무를 내세워 미야자와 개조내각 발족 직후인 12월 18일에 새로운 파벌(하타파)을 결성했다.
가네마루 사건에 의해서 정치 개혁 실현을 요구하는 여론은 분위기가 다시 되살아나면서 여야 모두 진지하게 자세를 나타낼 필요성을 느꼈다. 하타파에서는 ‘정치 개혁이 실현되지 않으면 탈당도 불가피’라는 강경론이 나오고 ‘개혁파’를 표방하는 수십 명의 젊은 의원들이 이에 동조하고 있었다. 한편, 가지야마 간사장을 시작으로 하는 오부치파나 YKK 등 자유민주당내 다수가 중선거구제를 유지하고 싶어하는 일명 ‘수구파’(소선거구 비례대표 병립제 반대파)도 있었다.
이듬해 1993년 3월 6일에 가네마루가 탈세 혐의로 체포되자 여론의 개혁 압력은 더욱 강해졌다. 여당은 단순 소선거구제를 필두로 하는 개혁안을 정하고 사회당과 공명당은 비례대표를 중점으로 하는 소선거구 비례대표 병용제 방안을 정리해 3월부터 4월에 걸쳐 쌍방의 법안이 국회에 제출됐지만 이것은 서로 맞지 않는 방안을 주장하는 대결을 연출하여 양쪽 모두 안건을 폐기하려는 암묵적인 의도가 있었다.
4월 7일에 와타나베 미치오 부총리 겸 외무대신이 건강상의 이유로 사임하자, 미야자와 기이치 총리는 하타파의 회장인 하타 쓰토무에게 외무대신 취임을 요청하여 거당 체제에 의한 정국을 안정시키려 했으나 이를 회유책이라고 규정한 오자와 등의 진언에 의해 하타는 미야자와의 요청을 고사했다. 이러한 인사 실패는 오히려 자유민주당내에 불온한 분위기를 감돌게 만드는 결과를 낳았다(부총리 후임은 고토다 마사하루, 외무대신 후임은 무토 가분).
정치 개혁의 실현을 의심한 자유민주당 젋은 의원들의 모임에서 야당과 타협해서라도 이번 국회에서의 개혁 실현을 요구하며 219명의 의원 서명을 5월 25일에 모았고, 미야자와는 5월 31일 텔레비전 인터뷰 방송에 출연해 “(정치 개혁은)반드시 이번 국회에서 이뤄낸다. 이것을 하지 않으면 안 된다. 나는 거짓말은 하지 않는다”라고 말했다. 그러나 자유민주당 집행부는 반대파로 채워져 있어서 내각은 최종적으로 정치 개혁 법안 성립을 포기했다.
미야자와 내각이 정치 개혁의 실현을 강조하면서도 결국 법안을 제출조차 할 수 없게 되자 야당은 내각 불신임 결의안을 6월 18일에 제출했다. 자유민주당내에서도 하타파를 중심으로 이에 동조하는 반대 성향의 의원들이 속출해(하타파 소속의 나카지마 마모루 과학기술청 장관, 후나다 하지메 경제기획청 장관 등 두 명의 각료는 사직한 후 내각 불신임안에 찬성) 내각 불신임안이 가결됐다. 미야자와는 같은 날 중의원을 해산하고 총선거에 의해서 국민의 신임을 묻기로 택했다. 이 때문에 내각 총사퇴를 기대했던 하타파는 6월 23일에 자유민주당을 집단으로 탈당하고 신생당을 결성했다. 더 나아가 다케무라 마사요시가 이끄는 그룹은 내각 불신임안에는 반대표를 던졌지만 신생당 결성보다 빠른 21일에 신당 사키가케를 결성했다.
7월 18일에 치른 제40회 중의원 의원 총선거에서 자유민주당은 정치 개혁의 좌절과 신당 붐으로 인해서 단독 과반수를 크게 잃었지만 선거 전의 세력을 유지하고 있었고, 가지야마 간사장이 “이것으로 미야자와가 그만뒀으면 만만세입니다”라고 토로하는 등 집행부에서는 연립 공작을 낙관시하는 분위기가 있었다. 그러나 다음날인 대의원총회에서 집행부에 대한 비판이 잇따랐고 고이즈미 준이치로 우정대신도 내각은 즉각 총사퇴를 요구하여 사임하는 사태까지 벌어졌다(7월 20일). 자유민주당은 다케무라의 자치성 시대의 선배인 고토다를 후계자로 하여 총리·총재로 하는 것에 의해 신당 사키가케·일본신당과의 연립 정권을 모색했지만 고토다의 거부에 의해서 이 계획은 무산됐다. 더 이상 정권이 유지되는 것이 불가능하다는 것을 깨달은 미야자와는 우선 7월 30일에 후임 자유민주당 총재인 고노 요헤이에게 넘겨줬다. 총선거 결과에 따라 소집된 특별국회에서 호소카와 모리히로가 수반으로 하고 비 자민 7당 1회파의 새로운 정권이 발족되는 것으로 결정된 8월 9일에 미야자와 개조내각은 총사퇴했고 1955년 보수합동 이래 자유민주당 장기 연속 정권에 종지부를 찍었다.

### 내각의 주요 사건
- 황태자 나루히토 친왕과 오와다 마사코의 결혼(1993년 6월 9일)
- 제19차 선진국 정상 회의(1993년 7월 7일 ~ 7월 9일)
- 홋카이도 난세이오키 지진(1993년 7월 12일)

## 각료
- 내각총리대신 - 미야자와 기이치
- (부총리) - 와타나베 미치오( ~ 1993년 4월 7일) / 고토다 마사하루(1993년 4월 8일 ~ )
- 법무대신 - 고토다 마사하루
- 외무대신 - 와타나베 미치오( ~ 1993년 4월 7일) / 무토 가분(1993년 4월 8일 ~ )
- 대장대신 - 하야시 요시로
- 문부대신 - 모리야마 마유미
- 후생대신 - 니와 유야
- 농림수산대신 - 다나부 마사미( ~ 1993년 8월 4일) / 미야자와 기이치(수상 겸무, 1993년 8월 4일 ~ )
- 통상산업대신 - 모리 요시로
- 운수대신 - 오치 이헤이
- 우정대신 - 고이즈미 준이치로( ~ 1993년 7월 20일) / 미야자와 기이치(수상 겸무, 1993년 7월 20일 ~ )
- 노동대신 - 무라카미 마사쿠니
- 건설대신 - 나카무라 기시로
- 자치대신, 국가공안위원회 위원장 - 무라타 게이지로
- 내각관방장관 - 고노 요헤이
- 총무청 장관 - 가노 미치히코
- 홋카이도 개발청 장관, 오키나와 개발청 장관 - 기타 슈지
- 방위청 장관 - 나카야마 도시오
- 경제기획청 장관 - 후나다 하지메( ~ 1993년 6월 18일) / 다카토리 오사무(1993년 6월 21일 ~ )
- 과학기술청 장관 - 나카지마 마모루( ~ 1993년 6월 18일) / 와타나베 쇼이치(1993년 6월 21일 ~ )
- 환경청 장관 - 하야시 다이칸
- 국토청 장관 - 이노우에 다카시
  - 내각법제국 장관 - 오데 다카오
  - 내각관방부장관(정무) - 곤도 모토지
  - 내각관방부장관(사무) - 이시하라 노부오

## 정무 차관
전임 내각의 정무 차관이 1992년 12월 26일에 퇴임했고 같은 날에 새로운 정무 차관을 임명했다. 단, 외무 정무 차관인 가키자와 고지는 전임 내각으로부터 유임됐다.
- 법무 정무 차관 - 시무라 데쓰로
- 외무 정무 차관 - 가키자와 고지(유임)
- 대장 정무 차관 - 무라카미 세이이치로·가타야마 도라노스케
- 문부 정무 차관 - 스즈키 쓰네오
- 후생 정무 차관 - 기무라 요시오
- 농림 수산 정무 차관

이시바 시게루( ~ 1993년 6월 21일) / 엔도 다케히코(1993년 6월 22일 ~ )
스도 료타로
- 통상 산업 정무 차관 - 아이사와 이치로·가쿠마 야스마사
- 운수 정무 차관 - 다케베 쓰토무
- 우정 정무 차관 - 사이토 도시쓰구
- 노동 정무 차관 - 시미즈 가요코
- 건설 정무 차관 - 히가시 지카라
- 자치 정무 차관 - 가타오카 다케시
- 총무 정무 차관 - 오쓰지 히데히사
- 홋카이도 개발 정무 차관 - 기타무라 나오토( ~ 1993년 6월 18일) / 나루세 모리시게(1993년 6월 22일 ~ )
- 방위 정무 차관 - 미하라 아사히코( ~ 1993년 6월 21일) / 스즈키 무네오(1993년 6월 22일 ~ )
- 경제 기획 정무 차관 - 후타다 고지
- 과학 기술 정무 차관 - 도카이 기사부로( ~ 1993년 6월 21일) / 노다 미노루(1993년 6월 22일 ~ )
- 환경 정무 차관 - 오마 게이
- 오키나와 개발 정무 차관 - 나카무라 세이지( ~ 1993년 6월 18일) / 고노이케 요시타다(1993년 6월 22일 ~ )
- 국토 정무 차관 - 스기우라 세이켄

## 같이 보기
- 비자민·비공산 연립정권
- 불신임 결의
- 제40회 일본 중의원 의원 총선거
- 고노 담화

## 참고 문헌
- 하타 이쿠히코 편 《일본 관료제 종합 사전 : 1868 ~ 2000》(도쿄 대학 출판회, 2001년)